# Ионел Манчу
Ионе́л Ма́нчу (рум. Ionel Manciu; род. 26 апреля 1993, Тигина, Молдова) — молдавский скрипач-виртуоз, концертмейстер Филармонического оркестра Нидерландов, один из участников Mithras Trio. Лауреат многих престижных музыкальных конкурсов. Играет на скрипке Гальяно XVIII века. Мастер искусств Молдавии (2023).

## Биография
Родился в музыкальной семье в Тигине (Молдова) 26 апреля 1993 года. Вырос в Кишинёве. В возрасте семи лет он начал учиться играть на скрипке у Тамары Кафтанат. Далее обучался в лицее им. Чиприана Порумбеску в Кишинёве, где преподавателем была Галина Буйновская. Ионел выступал в качестве солиста с Национальным Филармоническим Симфоническим оркестром в Кишиневе, Филармоническим Оркестром «Дж. Энеску» в Бухаресте и Яссах. Он также выступал со Львовским камерным оркестром и камерным оркестром Пори в Финляндии среди многих других.
В 2012 получил грант в Гилдхоллской школе музыки и театра и уехал в Лондон, где обучался у профессора Давида Такено.
Выступления Ионела Манчу проходят как Молдове, так и за рубежом, на сценах самых престижных залов мира — Карнеги Холл (Нью-Йорк), Барбикан Холл (Лондонский Сити), Дом музыки (Порту), Вигмор Холл (Лондон), Моцартеум (Зальцбург) и Румынский атенеум (Бухарест). Ионел Манчу выступает сольно, в составе камерных ансамблей и с ведущими мировыми оркестрами, например с Нидерландским филармоническим оркестром.

## Достижения
В составе фортепианного трио The Mithras Trio Ионел занял первое место в X Международном конкурсе камерной музыки в Тронхейме, 67-м конкурсе Королевской зарубежной лиги, в Межвузовском конкурсе камерной музыки «Cavatina» в 2019 и Конкурс камерной музыки Сент-Джеймс. Обладатель Музыкальной награды Королевского филармонического общества. Трио выступало на многих крупных площадках Лондона, в том числе в Queen Elizabeth Hall, Purcell Room и Milton Court Concert Hall, а также регулярно выступали на фестивалях в Великобритании и Европе. The Mithras Trio были выбраны в качестве молодых артистов Концертного общества Киркмана на сезон 2019/2020 и в настоящее время участвуют в программе сольных концертов Countess of Munster Trust.
Ионел является артистом нового поколения BBC 3, молодым артистом Музыкального общества Киркмана, артистом графини Мюнстер и финалистом YCAT. Ионел Манчу завоевал множество призов на международных конкурсах, таких как: «Евгений Кока» в Молдове, «Remember Enescu», «Paul Constantinescu» и «Ion Voicu» в Румынии, «Михаил Стрихарь» в Украине, «Недялка Симеонова» в Болгарии, «Delphic Games» в Молдове и Беларуси, «M.A.G.I.C» и «Васко Абаджиев» в Болгарии.